# Sistema cristalino cúbico
El sistema cristalino cúbico, también llamado isométrico, es uno de los siete sistemas cristalinos existentes en cristalografía. Es común en muchos minerales, como por ejemplo en la pirita o la galena.

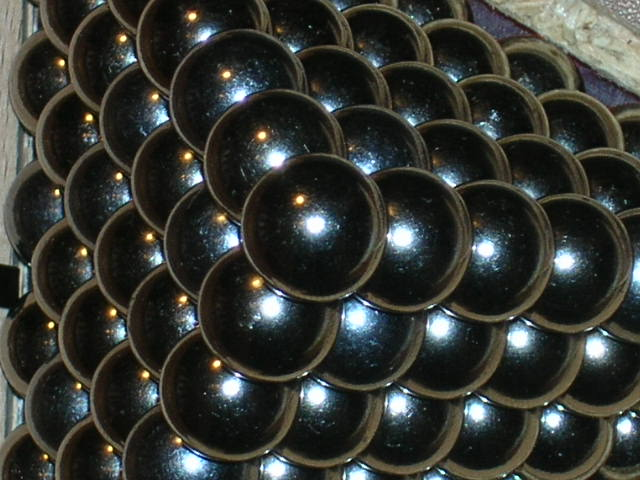
Representación con bolas de un sistema isométrico.

## Forma del cristal
Se caracteriza porque la celda unidad de la red cristalina tiene la forma geométrica de cubo, ya que tiene los tres ángulos rectos y las tres aristas de la celda iguales. La característica que lo distingue de los otros seis sistemas cristalinos es la presencia de cuatro ejes de simetría ternarios.

## Tipos
Existen tres variedades principales, entre otras, de este tipo de cristal:

Cúbico simple
Cúbico centrado en el cuerpo
Cúbico centrado en las caras ("fcc", por sus siglas en idioma inglés face -centered-cubic)

La red cristalina BCC (del inglés Body Centered Cube) es un tipo de red cristalina con estructura cúbica centrada en el cuerpo y de enlace iónico del tipo AB. También puede ser llamada "Red de Cloruro de Cesio" (ClCs). Los iones se encuentran en contacto según la diagonal del cubo. El índice de coordinación de 8:8.
Los cristales de este sistema se clasifican en las cinco clases siguientes:
- Tetartoédrica[1]
- Diploédrica
- Hexatetraédrica
- Giroédrica
- Hexaoctaédrica